# Rivière Glen
Rivière Glen är ett vattendrag i Kanada.   Det ligger i provinsen Québec, i den sydöstra delen av landet, 400 km öster om huvudstaden Ottawa.
I omgivningarna runt Rivière Glen växer i huvudsak blandskog. Runt Rivière Glen är det ganska tätbefolkat, med 80 invånare per kvadratkilometer.